# Conopophaga castaneiceps
Conopophaga castaneiceps е вид птица от семейство Conopophagidae.

## Разпространение
Видът е разпространен в Колумбия, Еквадор и Перу.